# Carmen Serano
Carmen Serano est une actrice américaine née le 18 août 1973 à Chula Vista en Californie. Elle est mariée avec l'acteur Greg Serano.

## Filmographie

### Cinéma
- 2000 : Next Friday : la première fille
- 2000 : King of the Jungle (en) de Seth Zvi Rosenfeld : la femme dans la rue
- 2001 : The Cross : la femme qui se fait baptisée
- 2007 : Save Me : Anna
- 2007 : The Flock : la femme dans le costume de gorille
- 2007 : Urban Justice : Alice Park
- 2007 : American Dream : Victoria Garcia
- 2010 : Deadly Impact : Isabel
- 2011 : The Reunion : Angelina
- 2015 : Questions : Terra Sinclair

### Télévision
- 2008-2009 : US Marshals : Protection de témoins : Carmen Moreno (2 épisodes)
- 2008-2013 : Breaking Bad : Carmen Molina (9 épisodes)
- 2009 : Easy Money : Kathleen (1 épisode)
- 2010 : Scoundrels : Alice Vargas (1 épisode)
- 2011 : Untitled Allan Loeb Project : Angel
- 2014 : Switched (Switched at Birth) : Mme Summers (1 épisode)
- 2014 : Chop Shop : Rosa La Osa (3 épisodes)